# 克东镇
克东镇，是中华人民共和国黑龙江省齐齐哈尔市克东县下辖的一个乡镇级行政单位。

## 行政区划
克东镇下辖以下地区：
中兴社区、保安社区、庆祥社区、春和社区、兴胜村、光明村、致富村、城东村和万发村。